# Đài tưởng niệm Mao Chủ tịch thị sát Công xã Bắc Viên
Đài tưởng niệm Mao Chủ tịch thị sát Công xã Bắc Viên (tiếng Trung: 毛主席视察北园公社纪念地; Hán-Việt: Mao chủ tịch thị sát Bắc Viên công xã kỷ niệm địa; bính âm: Máo Zhǔxí shìchá Běiyuán gōngshè jìniàndì) là di tích lịch sử ở thành phố Tế Nam, tỉnh Sơn Đông, Trung Quốc. Đài tưởng niệm này nhằm kỷ niệm chuyến thị sát của Mao Trạch Đông vào ngày 9 tháng 8 năm 1958, khi ông đang công du các tỉnh Hà Bắc, Hà Nam. Mục đích của chuyến đi này nhằm thúc đẩy ý tưởng về công xã nhân dân. Khi đi thị sát, Mao bèn tuyên bố "Công xã nhân dân là tốt" (tiếng Trung: 人民公社好; Hán-Việt: Nhân dân công xã hảo; bính âm: Rénmín gōngshè hǎo) giúp tăng cường quá trình tập thể hóa trong Đại nhảy vọt. Công xã Bắc Viên chính thức thành lập vào ngày 20 tháng 8 năm 1958, vài ngày sau chuyến thăm của Mao, được xem là công xã nhân dân đầu tiên ở Sơn Đông.
Địa điểm này tọa lạc trên khuôn viên của Trường Trung học Bắc Viên (北园中学), thôn Thủy Đồn (水屯村), quận Thiên Kiều. Công trình bao gồm một bức tượng Mao Trạch Đông lớn hơn người thật đặt trước dòng chữ khắc câu nói của ông ("Công xã nhân dân là tốt"). Đài tưởng niệm được công nhận là đơn vị bảo hộ văn vật tỉnh Sơn Đông vào tháng 12 năm 1977 (di tích số 1-01).